# Пизано Вальдес, Эдмундо
Эдмундо Пизано Вальдес (исп. Edmundo Pisano Valdés; 19 мая 1919, Пунта-Аренас — 29 марта 1997, Сантьяго, Чили) — чилийский ботаник, агроном
, эколог.

## Биография
Изучал агрономию в Чилийском университете. С 1948 по 1966 год — научный сотрудник на факультете агрономии Чилийского университета. В 1967—1968 годах руководил фермой близ Лимаче.
В 1969 году вернулся в свой родной Пунта-Аренас. В 1969—1985 годах возглавлял Департамент природных ресурсов. Был одним из основателей Института Патагонии, который в 1985 году вошёл в состав Университета Магальяна.
Работал доцентом, позже — профессор, а с 1991 года — почётный профессор.
В Институте Патагонии проводил фундаментальные исследования, эксперт по флоре и фауне Чили, и особенно региона Патагонии и архипелага Огненная Земля.
Автор ряда таксонов (Fuchsia magellanica).
Умер от рака желудка.